# Discodes melas
Discodes melas är en stekelart som beskrevs av Prinsloo 1985. Discodes melas ingår i släktet Discodes och familjen sköldlussteklar.
Artens utbredningsområde är Namibia. Inga underarter finns listade i Catalogue of Life.